# Cidade Monções (São Paulo)
O Cidade Monções é um bairro nobre da Zona Oeste da cidade de São Paulo, localizado no distrito do Itaim Bibi, administrado pela Subprefeitura de Pinheiros. É um dos bairros que constituem a região do Brooklin Novo.Limita-se com o Brooklin Velho, Vila Olímpia, Vila Cordeiro, Moema e o distrito do Morumbi.

## História
Antes da chegada dos colonizadores europeus, a região onde hoje se encontra Cidade Monções era habitada por povos indígenas, principalmente da etnia Tupi. Com a colonização, no século XVI, a área começou a ser utilizada para o cultivo agrícola, devido à fertilidade do solo e à proximidade com o rio Pinheiros.
No século XIX, a área era predominantemente rural, com grandes fazendas. A urbanização começou a ganhar força no final do século XIX e início do século XX, impulsionada pela expansão de São Paulo como centro industrial e comercial. Uma das propriedades mais notáveis era a fazenda da família Ermírio de Moraes, que abrigava uma grande olaria desde 1928. A porteira da fazenda ficava na entrada da Avenida Portugal, no sentido de quem vinha da cidade para Santo Amaro.
Em 1898, o italiano Luiz Caloi chegou a São Paulo com o sonho de montar uma fábrica de bicicletas. Junto com Agenor Poletti, mecânico habilidoso também vindo da Itália, abriram a Casa Poletti & Caloi, que alugava, consertava e reformava bicicletas de corrida do Clube Atlético Paulistano. Quatro anos depois, Caloi tornou-se representante exclusivo da fábrica italiana de bicicletas Bianchi no Brasil. Em 1924, após a morte de Caloi, o negócio ficou nas mãos dos filhos Henrique, Guido e José Pedro. Guido eventualmente assumiu sozinho a empresa, rebatizando-a como Casa Luiz Caloi. Em 1942, devido às dificuldades de importação durante a Segunda Guerra Mundial, a empresa começou a produzir peças de reposição, montando uma fábrica com 8 empregados em 1945 no bairro. As bicicletas passaram a ter produção 100% brasileira em 1948.
Devido à proximidade com o bairro de Vila Olímpia, ambos possuem uma história muito semelhante, pois foram criados e desenvolveram-se na mesma época. Encontram-se na várzea do Rio Pinheiros, que historicamente inundava a região. Essas desvantagens faziam-no abrigar indústrias de médio e grande porte, como as fábricas da Caloi, Kibon e Bombril. Em 1911, foi fundada no bairro a Sociedade Hípica Paulista, clube que revelou nomes consagrados no hipismo, como Luíza Almeida e Doda.
O loteamento do bairro iniciou-se quando os terrenos foram divididos entre três compradores: Afonso de Oliveira Santos, a Fábrica Votorantim e Júlio Klaunig com Álvaro Rodrigues. Por volta de 1945, após o fechamento da olaria, a Cia. Bandeirantes, parte do grupo Votoran, deu início ao processo de loteamento em duas etapas, a primeira envolvendo a construção de casas e a segunda após o aterro das lagoas do Clube Votoran. Antes da formação do bairro, a área era ocupada por chácaras, cultivadas principalmente por imigrantes portugueses, e até mesmo um haras na Rua Conceição de Monte Alegre.
Um dos primeiros moradores foi o Sr. Vitor Alves da Rocha, que se mudou para a Rua Pensilvânia em 1933 e abriu um armazém de secos e molhados. As ruas do bairro foram abertas por tratores conduzidos pelo Sr. Marcilio Giopatto, e muitas delas receberam nomes de estados ou cidades americanas, como Luisiânia, Califórnia e Nova York.
No século XXI, Cidade Monções se firmou como um dos polos comerciais e financeiros mais importantes da cidade, abrigando parte do centro expandido de negócios conhecido como a região da Berrini. A área é caracterizada por modernos arranha-céus e uma intensa atividade econômica. A Avenida Engenheiro Luiz Carlos Berrini, que já foi um riacho, hoje é uma das vias mais icônicas do bairro, cercada por edifícios imponentes.

## Atualidade
Cidade Monções é conhecida por suas características urbanísticas modernas, com grandes edifícios comerciais, hotéis e residenciais. A arquitetura contemporânea predomina, refletindo a transformação do bairro em um centro de negócios, enquanto algumas construções mais antigas evocam seu passado histórico.
Recentemente, residências antigas localizadas na Rua Indiana foram demolidas para dar lugar a novos empreendimentos. Projetadas e construídas em 1954 pelo arquiteto e engenheiro Adolpho Lindenberg, essas casas tinham projetos arquitetônicos peculiares e chamavam a atenção de quem passava pela rua. Originalmente, eram três casas, sendo duas geminadas e uma terceira isolada. A especulação imobiliária levou à demolição das duas últimas residências, que até pouco tempo eram ocupadas, uma para fins residenciais e outra comerciais.
A primeira capela do bairro, dedicada a São João de Brito, foi construída no início dos anos 1950, e a estátua do padroeiro foi trazida de Portugal. O primeiro pároco foi o padre Antonio José dos Santos, hoje nome da principal avenida do bairro. O relevo do bairro é relativamente plano, situando-se a uma altitude média de 770 metros. A proximidade com o rio Pinheiros influenciou historicamente o desenvolvimento urbano, embora a região tenha passado por significativas obras de infraestrutura para evitar enchentes.
O bairro não possui grandes parques, mas está próxima de áreas verdes importantes, como o Parque do Povo. O bairro é um importante centro financeiro, abrigando shoppings centers. Além disso, a região é um ponto de encontro de feiras e eventos de negócios. Quanto ao transporte, o bairro é servida por uma estação da linha 9 (Esmeralda) da CPTM e várias linhas de ônibus. A proximidade com a Marginal Pinheiros também facilita o acesso por transporte privado.